# Bosaczka
Bosaczka – zalesiony szczyt o wysokości 455 m n.p.m., na Pogórzu Przemyskim w Masywie Piaskowej. Przez szczyt przebiega niebieski szlak turystyczny Rzeszów - Grybów.